# Campeones de la lucha libre
Los campeones de la lucha libre is een Amerikaanse animatiefilm uit 2008. De film werd zowel in het Spaans als Engels uitgebracht. De film gaat over de 'lucha libre', een traditie in Mexico waarin met maskers geworsteld wordt.
De film werd in Los Angeles geregisseerd door Eddie Mort en door hem geproduceerd samen met Enrique Altamirano, Lili Chin en Loren Smith. Het script kwam van de hand van Keith Rainville. In de film is onder meer van Francis Lopez' nummer Mexico! te  horen met de Engelstalige tekst uit 1965 van Jack de Nijs.